# Prolaktinom
Prolaktinom är en typ av godartad tumör i hypofysen (adenom). Det är den vanligast förekommande hypofystumören. Symtom uppkommer genom tumörens överproduktion av prolaktin och i ett senare skede på grund av tryckpåverkan på omgivande vävnad, speciellt synnerven.
Prolaktinom kan ge ett flertal symtom, däribland hypogonadism, neurasteni, vätskeretention, galaktorré och huvudvärk och/eller synpåverkan till följd av tryck från tumören. 

## Behandling
Dopaminagonist utgör förstahandsbehandling. Kirurgi kan bli aktuellt om tumören inte är mottaglig för medicinsk behandling, vilket sker i en mindre del av fallen.